# Paxillus vernalis
Paxillus vernalis är en svampart som tillhör divisionen basidiesvampar, och som beskrevs av Watling. Paxillus vernalis ingår i släktet pluggskivlingar, och familjen Paxillaceae. Arten har ej påträffats i Sverige.

## Bildgalleri

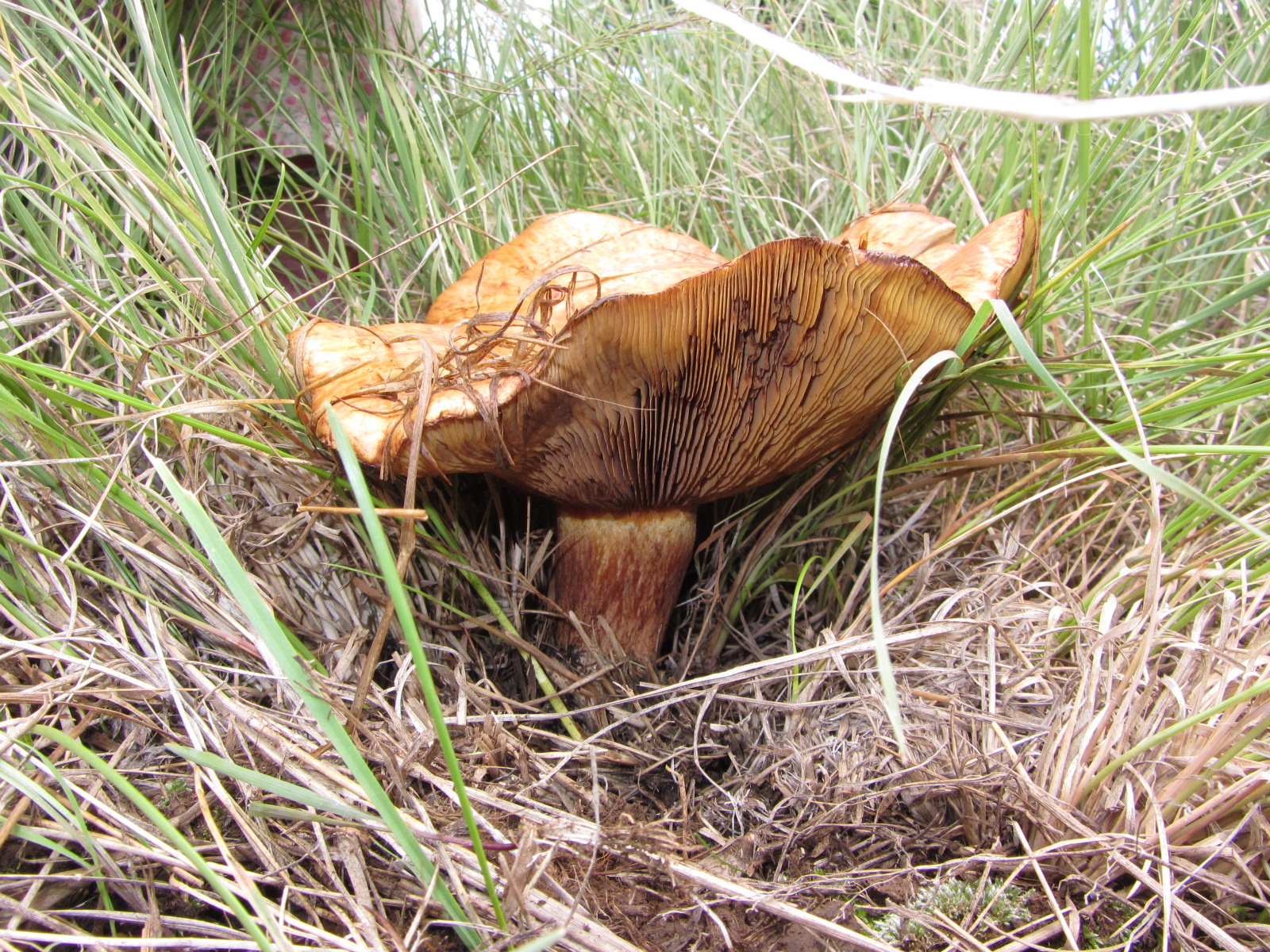